# Evangelische Kirche (Niederasphe)

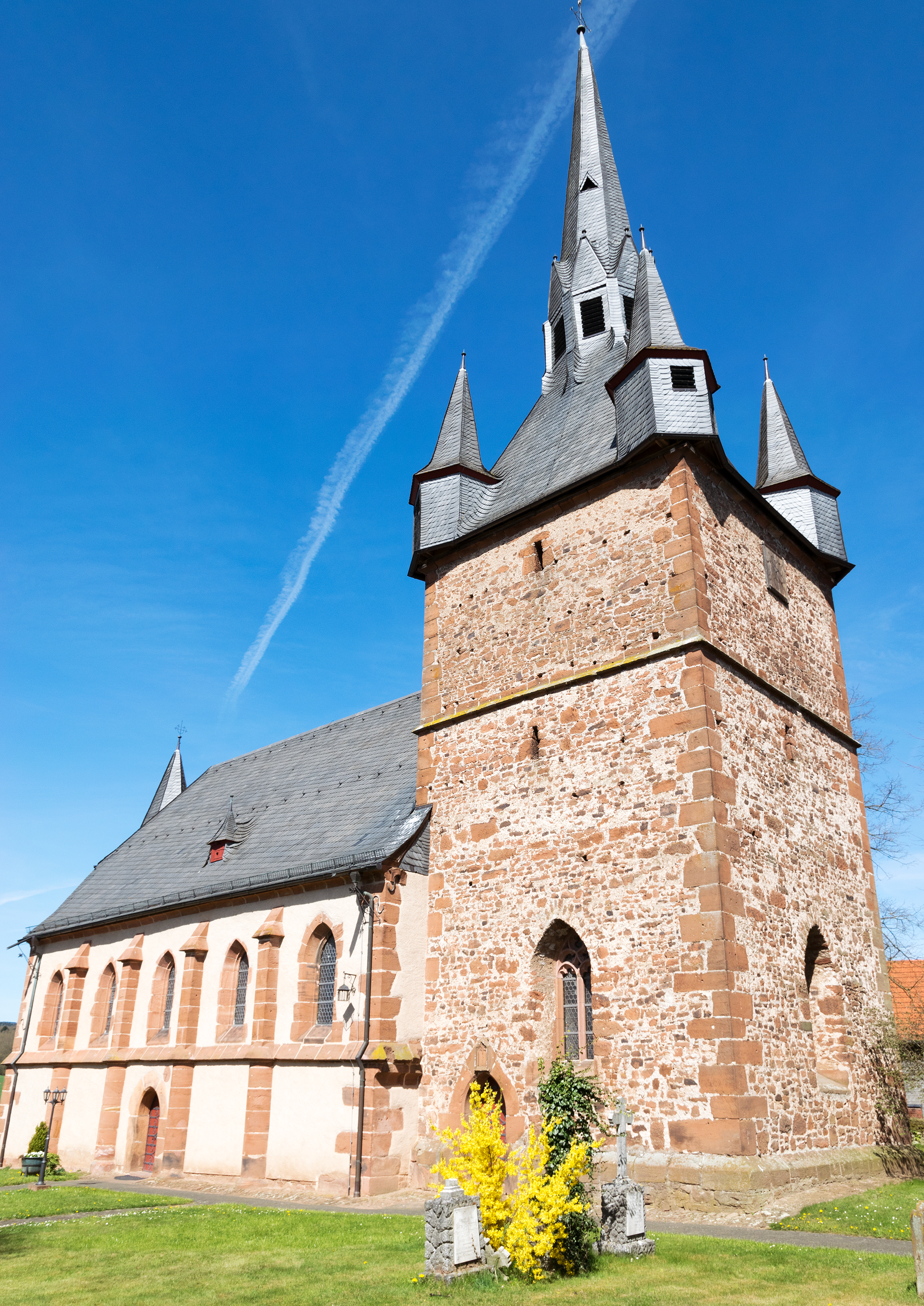
Evangelische Kirche in Niederasphe

Die evangelische Kirche Niederasphe, ein denkmalgeschütztes Kirchengebäude, ist das Wahrzeichen des Ortsteils Niederasphe der Gemeinde Münchhausen (am Christenberg) im Landkreis Marburg-Biedenkopf in Hessen. Die Kirchengemeinde gehört zum Kirchenkreis Kirchhain im Sprengel Marburg der Evangelischen Kirche von Kurhessen-Waldeck.

## Beschreibung
Der aus Bruchsteinen gebaute und mit Ecksteinen gerahmte Chorturm ist, wie an den Schießscharten zu erkennen ist, der Turm einer ehemaligen Wehrkirche, die aus dem 14. Jahrhundert stammt. Den schiefergedeckten, spitzen, überstehenden Helm, der an den Ecken von polygonalen Wichhäuschen flankiert wird, aus dem sich ein spitzer, von Dachgauben umrahmter Dachreiter erhebt, erhielt er am Ende des 15. Jahrhunderts. Im Glockenstuhl hängen drei Kirchenglocken. Das symmetrische Langhaus der Hallenkirche aus zwei Kirchenschiffen wurde im 15. Jahrhundert gebaut. Es hatte ursprünglich drei Joche, wurde aber 1902 nach einem Entwurf von August Dauber um zwei Joche nach Westen verlängert. Nur an der Südseite des Langhauses befinden sich Strebepfeiler. Am Westende des Langhauses befindet sich ein Treppenturm als Zugang zu den Emporen.
Der Innenraum ist mit einem Kreuzrippengewölbe überspannt, das zwischen beiden Kirchenschiffen auf runden Säulen ohne Kapitelle ruht. Die erste Orgel wurde 1775–1781 von Johannes Schlottmann gebaut. Sie wurde 1894 durch eine Orgel mit zehn Registern, zwei Manualen und Pedal von den Gebrüdern Ratzmann ersetzt, die 2012 von der Werner Bosch Orgelbau restauriert wurde.